# Колодійчук Євген Сергійович
Євген Сергійович Колодійчук (нар. 12 вересня 1940, с. Марія-Воля, Володимир-Волинський район, Волинська область, Українська РСР, СРСР — пом. 20 липня 2010, Київ) — український поет, пісняр, письменник-гуморист, журналіст, публіцист, член Національної спілки письменників України (1985).

## Життєпис
Народився в селі Марія-Воля Володимир-Волинського району. Навчався в школі села Селець, закінчував середню освіту у Володимир-Волинській середній школі № 2. У 1969 році закінчив Факультет журналістики Київського державного університету імені Тараса Шевченка. Працював у газеті «Молода гвардія» (1969–72), старшим редактором журналу «Україна» (1976–86), у газетах «Наш час» (1992–96), «Урядовий кур'єр» (1995—2007).
Помер 20 липня 2010 року в Києві. Похований в селі Селець Володимирського району поруч з батьками.

## Творчість
Автор збірок:
- «Рентабельний злодій» (1979),
- «Неонові штани» (1984),
- «Поцілунок опівночі» (1986),
- «Куди зникла жінка?» (1987),
- «Бульдог на курорті» (2003),
- «Куплю президента» (2004),
- «Чого ірже лошатко?» (2009),
- «Роса на серці» (2011).

Автор публіцистичних книжок:
- «Диво зцілення» (1993),
- «Лікуймося добром (про народну та нетрадиційну медицину)» (2007),
- «Де і як лікують рак» (2010).

Писав у різних жанрах: гумореска, гумористтично-сатирична повість та на різні теми: народна і нетрадиційна медицина, наука, козацтво, народознавство, фольклор. Торкався проблем сучасного села, екології, педагогіки, історії та культури. Окремі твори покладено на музику, зокрема Людмилою Бражниковою («Володимире мій», «Сльозиться Луга»).

## Нагороди та пам'ять
Лауреат літературних премій імені Остапа Вишні (2006), Степана Олійника (2007).
У 2012 році в місті Володимир засновано щорічний літературно-гумористичний конкурс «Колодійчукові роси».